# Gugu Mbatha-Raw
Gugulethu Sophia Mbatha (Oxford, 21 april 1983), beter bekend als Gugu Mbatha-Raw, is een Britse actrice van Zuid-Afrikaanse afkomst.

## Biografie

### Jeugd
Gugulethu (Gugu) Mbatha werd in 1983 in Oxford geboren als de dochter van Anne Raw, een Engelse verpleegster, en Patrick Mbatha, een Zuid-Afrikaanse dokter. Haar voornaam Gugulethu is een samentrekking van igugu lethu, wat Zoeloe is voor "onze trots".
Mbatha-Raw studeerde aan de Henry Box School en was aangesloten bij de National Youth Theatre. In 2001 verhuisde ze naar Londen, waar ze studeerde aan de Royal Academy of Dramatic Art.

### Acteercarrière
Mbatha-Raw begon haar acteercarrière met bijrollen in Britse televisieseries als Doctor Who, Spooks, Lost in Austen en Trial and Retribution. In 2010 vertolkte ze het hoofdpersonage Samantha Bloom in de Amerikaanse spionageserie Undercovers van bedenkers J.J. Abrams en Josh Reims. Twee jaar later had ze ook een belangrijke rol in de Amerikaanse serie Touch.
Haar filmdebuut volgde in 2011 met de romantische komedie Larry Crowne. In 2013 vertolkte ze Dido Elizabeth Belle in het kostuumdrama Belle. Twee jaar later werkte Mbatha-Raw ook mee aan de space opera Jupiter Ascending en het biografisch drama Concussion.

## Filmografie

### Film
- Larry Crowne (2011)
- Odd Thomas (2012)
- Belle (2013)
- Beyond the Lights (2014)
- Jupiter Ascending (2015)
- Concussion (2015)
- The Whole Truth (2016)
- Free State of Jones (2016)
- Miss Sloane (2016)
- Beauty and the Beast (2017)
- The Cloverfield Paradox (2018)
- Irreplaceable You (2018)
- A Wrinkle in Time (2018)
- Fast Color (2018)
- Farming (2018)
- Motherless Brooklyn (2019)
- Come Away (2020)
- Summerland (2020)
- Lift (2024)

### Televisie
- Holby City (2004)
- Vital Signs (2006)
- Walk Away and I Stumble (2006)
- Bad Girls (2006)
- Spooks (2007)
- Doctor Who (2007)
- Marple (2007)
- Lost in Austen (2008)
- Bonekickers (2008)
- Trial & Retribution (2008)
- Fallout (2009)
- Undercovers (2010)
- Touch (2012)
- Easy (2016–2019)
- Black Mirror (2016)
- Fabled (2018)
- The Dark Crystal: Age of Resistance (2019)
- The Morning Show (2019)
- Loki (2021-2023)